# Последняя невеста Змея Горыныча
«Последняя невеста Змея Горыныча» — советский рисованный мультипликационный фильм, снятый на студии «Союзмультфильм» в 1978 году. Режиссёр Роман Давыдов создал мультфильм по мотивам русских народных сказок.

## Сюжет
Змей Горыныч решил по совету своей служанки жениться в очередной раз. Волшебное электронное зеркало показало ему прекрасную царскую дочь Ирину. Наличие у неё молодого жениха Алексея не смутило старого ловеласа. Превратившись в заморского купца с диковинными товарами, Змей с помощью говорящей птицы и гипнотизирования завлекает на свой корабль царевну с её ухажёром и избавляется от последнего, превратив его в собачку.
Спасать царевну отправляется храбрый солдат Иван, которого царь Аникей за непокорность держал взаперти в каземате, но выпустил в отпуск.
Путь солдата далёк, а подступы к замку Змея Горыныча караулят его многочисленные слуги. Приплыв с царским воеводой к острову Змея Горыныча, солдат хитростью заполучил у стражников волшебный меч. Преодолев все препятствия, Иван попадает в замок к Змею и вступает с ним в переговоры, а затем и в битву. Эта схватка оказалась долгой, но удачной для солдата: Змей-похититель был повержен, и его замок рухнул, а цвет неба сделался вместо мрачного обычным.
Солдат Иван лежал неподвижно на траве.
Иван и Ирина с расколдованным Алексеем вновь оказались на родной русской земле. В честь победы царь Аникей устроил пир и свадьбу дочери с Алексеем. За победу он назначил Ивана воеводой, но последний ушёл сеять хлеб в поле.

## Создатели
- Автор сценария: Владимир Данилов
- Режиссёр: Роман Давыдов
- Редактор: Елена Никиткина
- Художник-постановщик: Владимир Морозов
- Оператор: Борис Котов
- Композитор: Владимир Кривцов
- Звукооператор: Владимир Кутузов
- Монтажёр: Елена Тертычная
- Художники-мультипликаторы:
  - Владимир Зарубин
  - Александр Давыдов
  - Олег Сафронов
  - Фёдор Елдинов
  - Владимир Шевченко
  - Виталий Бобров
  - Сергей Дёжкин
  - Алексей Букин
  - Александр Мазаев
  - Олег Комаров
  - Лев Рябинин
  - Александр Горленко
- Роли озвучивали:
  - Герман Качин — Иван, солдат
  - Владимир Басов — Змей Горыныч
  - Юрий Пузырёв — царь Аникей
- В остальных ролях:
  - Людмила Касаткина — служанка Змея
  - Валентина Телегина — няньки царевны
  - Надежда Румянцева — царевна Ирина (в титрах как «К. М. Румянцева»)
  - Роман Филиппов — воевода
  - Ольга Громова — Алексей, жених Ирины
  - Александр Баранов — слуги Змея
  - Юрий Хржановский — Алексей в облике щенка (звуковое оформление)
  - Рогволд Суховерко — воевода (одна фраза: «Ваше Величество, это пушки палят! Видать, купцы приехали»)
- Ассистенты:
  - режиссёра: Татьяна Галкина
  - оператора: Майя Попова
- Директор картины: Константин Антонов

## Видео
- Мультфильм неоднократно выпускался на DVD в сборниках мультфильмов: «Русские народные сказки» (Выпуск 2. «Союзмультфильм», серия «Золотая коллекция», DVD, дистрибьютор «Крупный план»)[2].